# Купфер, Адольф Яковлевич

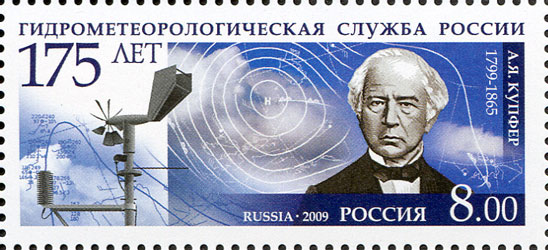
Марка России с изображением А. Я. Купфера

Адо́льф Я́ковлевич Ку́пфер (нем. Adolph Theodor Kupffer; 6 [17] января 1799, Митава, Курляндская губерния — 23 мая [4 июня] 1865, Санкт-Петербург) — российский академик, физико-химик, метролог, основатель первого метрологического и поверочного учреждения — Депо образцовых мер и весов, и Главной физической обсерватории России.

## Биография
Родился 6 (17) января 1799 года в большой купеческой семье, у А. Я. Купфера было 11 братьев и 4 сестры. В 1815 году окончил Митавскую гимназию (1815) и поступил на медицинский факультет Дерптского университета. Ещё во время пребывания в гимназии у него появился интерес к естествознанию и весной 1816 года он уехал в Германию, где начал изучать минералогию в Берлинском университете (у Х. С. Вейса). Затем он занимался прикладной химией в Гёттингене, где также слушал лекции Гаусса по астрономии и в 1820 году получил степень доктора философии за диссертацию «De calculo crystallonomico». 
Полтора года жил в Париже (слушал лекции Гаи) и летом 1822 года приехал в Петербург. Минералогическая коллекция лейб-медика О. Я. Либошица позволила ему написать первую самостоятельную научную работу — об измерении углов в кристаллах, за которую в 1823 году он получил премию Берлинской академии наук. 
В 1823 году получил предложение занять кафедру химии и физики в Императорском Казанском университете, но до начала работы в нём был послан, вместе с профессором И. М. Симоновым, Министерством народного просвещения в Париж для закупки физических и астрономических инструментов для университета. В феврале 1824 года прибыл в Казань и занял свою кафедру; заведуя физическим кабинетом и химической лабораторией (а некоторое время и «минеральным» и «естественным» кабинетами) читал лекции по химии, физике, минералогии и даже ботанике. Одновременно проводил работы по земному магнетизму, создав первую магнитную обсерваторию: специальное здание во дворе университета, не содержащее железа, где установил магнитометры.
В 1828 году Купфер совершил путешествие по Южному и Среднему Уралу. Наряду с прочими населёнными пунктами посетил Златоуст, Миасс, Челябинск. Осмотрев Уральские горы в районе Златоуста, выделил три горные цепи — Уреньгу, Большой Таганай и Юрму. По возвращении из экспедиции узнал, что был избран Петербургской академией наук ординарным академиком по «части минералогии», в связи с чем переехал в Петербург.
В 1829 году Академия наук снарядила специальную экспедицию для обследования района горы Эльбрус. Общее руководство экспедицией было возложено на А. Я. Купфера, и одной из задач было измерение магнитного поля в окрестности горы и на вершине. Магнитными наблюдениями на Эльбрусе было впервые установлено, что с высотой магнитное поле ослабевает. В Петербурге в этом же году Купфер построил за северной стеной Петропавловской крепости здание для магнитной обсерватории, называемой тогда «магнетической».
В 1833 году издал на французском языке книгу, составленную из дневников, которые он вёл во время уральского путешествия — «Путешествие на Урал, предпринятое в 1828 году». В 1834 году экземпляр этой книги был преподнесён императору Николаю I. В настоящее время эта книга имеется в редком фонде Екатеринбургского историко-краеведческого музея.
Купфер предложил план введения единой системы мер на всей территории России. Был главным исполнителем работ Комиссии по мерам и весам 1832—1842 годов. Руководил разработкой научно обоснованной системы Российских мер и созданием первых эталонов единиц массы и длины — платиновых фунта и сажени, а также образцовых мер объёма — ведра и четверика. Результаты его работ были узаконены Высочайшим указом 1835 года; они описаны в «Travaux de la Comission pour fixer les mesures et les poids etc.» (СПб., 1841). Точности работ Купфера содействовал механик Академии наук Гиргенсон, приготовивший для комиссии несколько измерительных приборов, имевших много оригинальных усовершенствований.
С 11 января 1841 года — ординарный академик по «части физики» (на место ушедшего в отставку Г. Ф. Паррота).
В 1849 году был назначен первым директором Главной физической обсерватории.
Действительный член Русского географического общества с 19 сентября (1 октября) 1845 года. В 1846 году Купфер избран иностранным членом Лондонского королевского общества. В 1851 году произведён в действительные статские советники.
Также А. Я. Купфер читал лекции по физике в Главном педагогическом институте (с 30 июля 1829 по 1 июля 1851 года занимал кафедру физики и уволился в звании заслуженного профессора) и Горном корпусе. 
В 1859 году представлял Россию на съезде Международной ассоциации по введению единообразной системы мер, весов, монет в Брадфорде.
С 1857 года Россия и Франция начали обмениваться метеорологическими данными. Купфер отправился на переговоры за границу и зимой 1865 года договорился о телеграфном обмене данными между всеми европейскими странами. Фактически объединив службы погоды, Купфер не успел воспользоваться плодами своего труда. В мартовские холода, устанавливая на крыше обсерватории привезённый из Парижа анемограф, он простудился и умер от воспаления лёгких 23 мая (4 июня) 1865 года, проболев два месяца. Был похоронен в Санкт-Петербурге на Смоленском лютеранском кладбище.

## Труды

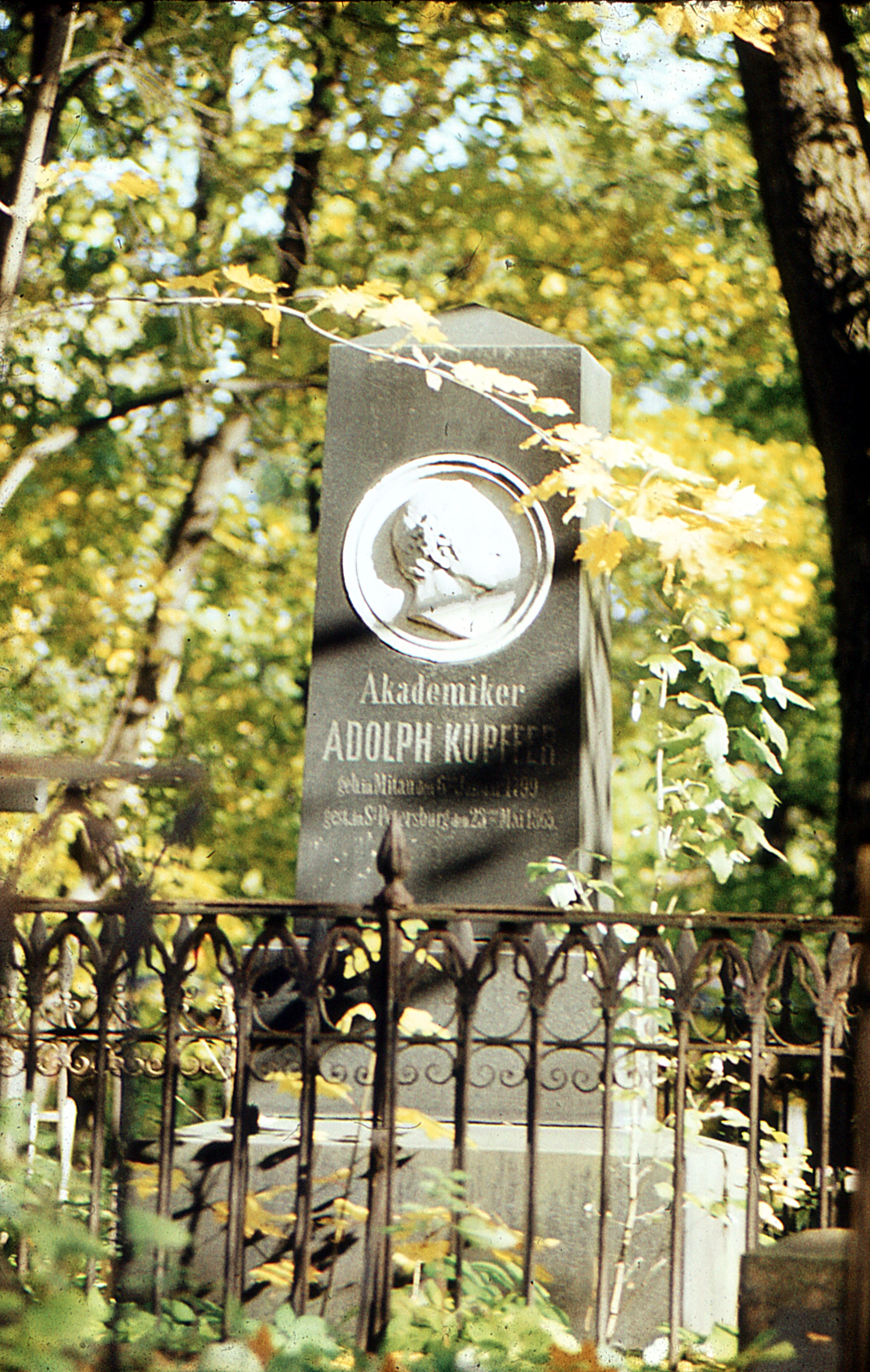
Могила А. Я. Купфера на Смоленском лютеранском кладбище

Автор более 150 научных трудов в области кристаллографии, минералогии, металловедения, метрологии, земного магнетизма, метеорологии.
Помимо статей в «Poggendorff’s Annalen», «Bulletins de l’Académie imp. des sciences» и других, напечатал:
- «Dissertatio de calculo crystallonomico» (Геттинген, 1821);
- «Preisschrift über genaue Messung der Winkel an Krystallen» (Берлин, 1826);
- «Voyage dans les environs du mont Elbrouz dans le Caucase» (СПб., 1830);
- «Reise in die Umgegend des Berges Elborus in Kaukasus» (СПб., 1830);
- «Handbuch der rechnenden Krystallonomie» (СПб., 1831),
- «Voyage dans l’Oural entrepris en 1828» (СПб., 1833; с атласом);
- «Руководство к деланию магнетических и метеорологических наблюдений» (СПб., 1835; нем. перев. В. Дерингера, в «Corresp. Blatt des naturforschenden Vereins zu Riga», 1859);
- «Instructions pour faire des observations metéorologiques et magnétiques» (СПб., 1836);
- «Tables psychrometriques et barométriques à l’usage des observatoires météorologiques de l’empire de Russie» (СПб., 1841);
- «Выводы из метеорологических наблюдений, деланных в российском государстве» (СПб., 1846);
- «Опытные исследования упругости металлов» (СПб., 1860).

Кроме того, Купфер издал: «Annales de l’observatoire physique central de Russie 1847—1856» (СПб., 1856—1858; 10 вып.) и «Compte rendu annuel» за 1850—1863 гг.

## Награды
Был награждён орденами Св. Анны 1-й степени (1864), Св. Станислава 1-й степени (1860), Св. Владимира 3-й степени (1856).

## Память

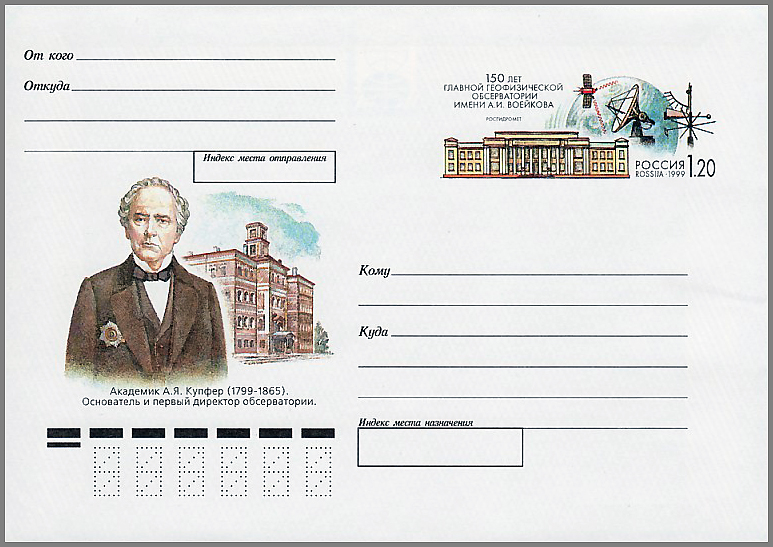
Почтовый конверт России

- В 1999 году выпущен почтовый конверт.
- В 2009 году выпущена почтовая марка.
- В честь А. Я. Купфера названа гора Купфера (Баренцево море, архипелаг Шпицберген)[5].